# رودخانه ویوی
رودخانه ویوی (انگلیسی: The Vivi - روسی: Виви) رودخانه ای در منطقه کراسنویارسک روسیه است. این رودخانه، شاخه سمت راست نیژنیایا تونگوسکا است.
ویوی ۴۲۶ کیلومتر (۲۶۵ مایل) طول دارد و مساحت حوضه آبریز آن ۲۶٬۸۰۰ کیلومتر مربع (۱۰٬۳۰۰ مایل مربع) است. 
در 28 ژوئیه 2011، یک هواپیمای آنتونوف An-2 آسیب دیده، در منطقه رودخانه Vivi کشف شد. 

## دوره
سرچشمه رودخانه ویوی جایی است که در آن حد جنوبی فلات پوتورانا با فلات سیورما همپوشانی دارد. این رودخانه از انتهای جنوبی دریاچه ویوی شروع می شود و با خروش زیادی جریان دارد. رودخانه ویوی تقریباً به سمت جنوب شرقی و در سراسر فلات سیورما، در یک منطقه بسیار دورافتاده و کم جمعیت، جریان دارد.  ویوی به کرانه سمت راست نیژنیایا تونگوسکا، نزدیک جایی که کرانه دوم از سمت غرب به شرق فلات تونگوسکا می‌ رسد، می‌پیوندد. 
بیش از 500 دریاچه کوچک در حوضه رودخانه با مساحت کل حدود ۲۶۸ کیلومتر مربع (۱۰۳ مایل مربع) وجود دارد.  دهانه شهاب سنگ لوگانچا نیز در حوضه ویوی قرار دارد.